# 埃里希三世 (薩克森-勞恩堡)
埃里希三世（德語：Erich III.，1330年代—1401年），薩克森-勞恩堡公爵（1370年至1401年在位），阿爾布雷希特四世與妻子施威林伯爵岡策林六世的女兒施威林的碧雅特的的幼子。埃里希決心成為一名神職人員並開始他的神職人員生涯。然而，在他的兩個哥哥約翰三世和阿爾布雷希特五世去世後沒有繼承人，埃里希三世只好辭去神職人員的職務。 
埃里希於1359年月14日同意資金短缺的兄長阿爾布雷希特五世將默爾恩莊園出售給呂貝克，以換取9737.50呂貝克馬克。然而，雙方同意僅由公爵或其繼承人為自己回購，而不是作為中間人為他人而回購。
1370年，埃里希三世接替阿爾伯特五世成為薩克森-貝格多夫-默爾恩公爵，是薩克森-勞恩堡的一個負債累累的分支公國。因此，他以16,262.5個呂貝克馬克作為回報，將他的分支公國所有剩餘的未抵押部分，即是將貝格多夫的莊園、維爾蘭德、及他的一半撒克遜森林和蓋斯特哈赫特抵押給呂貝克。埃里希三世只留下終身租約。
呂貝克和埃里希三世進一步約定，一旦埃里希三世逝世，呂貝克將有權佔有這些典當的財產，直到他的繼承人償還債權並同時行使對默爾恩的回購，總計金額高達26,000呂貝克馬克。1386年，泰克倫堡伯爵奧托六世允許表弟埃里希三世以奧託的名義，要求從丹麥國王瓦爾德馬·阿道戴繼承其託管已故姑姑施威林的理查迪斯的嫁妝。埃里希三世於1401年逝世後沒有繼承人，由薩克森-拉策堡-勞恩堡公國的遠房堂弟埃里希四世繼位。在埃里希四世統治下，兩個分支公國再次合併為一個重新統一的薩克森-勞恩堡公國。
埃里希三世在拉策堡大教堂的貝爾格多夫小教堂找到他最後的安息之所。在1876年至1881年間進行的大教堂整修期間，貝爾格多夫小教堂被拆除，這座陵墓被毀。只有大教堂北牆上的一塊紀念石讓人想起這位薩克森-勞恩堡公爵埃里希三世。 